# Chiesa di Sant'Anna (Cento)
La chiesa di Sant'Anna è la parrocchiale di Reno Centese, frazione di Cento in provincia di Ferrara. Appartiene al vicariato di Cento dell'arcidiocesi di Bologna e risale al XVIII secolo. Ha subito gravi danni durante il terremoto dell'Emilia del 2012.

## Storia
Il primo luogo di culto a Reno Centese fu un oratorio eretto nel 1782. Attorno al 1850 venne ampliato ed ottenne dignità parrocchiale.
Nel 2011 iniziarono lavori programmati per restaurare la torre campanaria e allo scopo vennero approntati i ponteggi senza tuttavia cominciare ad intervenire direttamente sulla struttura perché intanto, nel maggio del 2012, si erano verificate due forti eventi sismici che avevano colpito tutto il territorio.

## Descrizione

### Esterno
Il complesso che comprende la chiesa è formato anche dalla canonica e dalla torre campanaria. Il suo orientamento è verso sud e il cimitero della comunità si trova dietro la parte absidale. Il sagrato è di piccole dimensioni, lastricato con porfido.  Il prospetto principale è neoclassico con quattro lesene che ne percorrono tutta la facciata e sorreggono il frontone triangolare. Il portale di accesso si apre nella parte centrale ed è architravato. Sul presbiterio è posta una grande cupola con lanterna. La torre campanaria si trova in posizione arretrata e distaccata dall'edificio, sulla sua sinistra.

### Interno
L'interno è a tre navate e gli arredi sono stati risistemati dopo i lavori di ristrutturazione e prima della riapertura al culto in seguito al sisma del 2012.

## Danni causati dal sisma del 2012
Il terremoto dell'Emilia del 2012 creò danni alla struttura e si dovette rivedere il piano degli interventi in progetto. La chiesa da quel momento fu inagibile e fu necessaria un'importante azione di restauro e consolidamento.
Dopo i necessari lavori per la messa in sicurezza ed il restauro è stata riaperta al culto il 9 luglio 2019 con una cerimonia solenne presieduta dall'arcivescovo metropolita di Bologna Matteo Maria Zuppi.